# Granieu
Granieu település Franciaországban, Isère megyében. Lakosainak száma 516 fő (2022. január 1.). Granieu Aoste, Les Avenières-Veyrins-Thuellin, Chimilin, Corbelin és La Bâtie-Montgascon községekkel határos.

## Népesség
A település népességének változása:
| Lakosok száma | 187  | 236  | 248  | 381  | 472  | 482  | 501  | 502  | 510  | 516  |
|               | 1968 | 1982 | 1990 | 2006 | 2013 | 2015 | 2017 | 2019 | 2020 | 2022 |